# Parathesis donnell-smithii
Parathesis donnell-smithii là một loài thực vật có hoa trong họ Anh thảo. Loài này được Mez mô tả khoa học đầu tiên năm 1902.